# Danny Kirwan
Daniel David "Danny" Kirwan (Londres, 13 de maio de 1950 – Londres, 8 de junho de 2018) foi um músico britânico, guitarrista, cantor e compositor, integrante da banda de blues-rock anglo-americana Fleetwood Mac entre 1968 e 1972.

## Fleetwood Mac
Kirwan estreou num show da banda em 14 de agosto de 1968 em Londres, aos 18 anos, e foi o guitarrista do primeiro grande sucesso comercial do Mac, a música instrumental Albatross. O lado B da single, Jigsaw Puzzle Blues, é uma obra instrumental toda tocada e elaborada por Kirwan, adaptada de um clarinete para a guitarra. Anos depois, Peter Green, o então líder e compositor do Mac, declarou que "nunca teria feito Albatross se não fosse por Danny. Eu nunca teria tido um hit # 1 sem ele".
Kirwan continuou a tocar com o Mac após a partida de Green em 1970 e a entrada na banda da tecladista Christine McVie, esposa do baixista John McVie. Nos primeiros anos da década, o Mac sofreu com a falta de sucessos e a baixa vendagem de seus discos. Ele ficou com a maior parte da responsabilidade de escrever a canções da banda neste período turbulento e incerto, que envolveu tanto uma troca constante de integrantes como mudança no estilo musical. A pressão lhe causou problemas de saúde que convergiram para o alcoolismo; histórias apareceram dele não se alimentar por dias, mantendo-se à base de cerveja. Ele gradualmente afastou-se dos outros membros da banda e a situação chegou ao limite no outono de 1972. Antes de um concerto da excursão norte-americana daquele ano, ele e Bob Welch, o outro guitarrista, tiveram uma discussão sobre a afinação das guitarras e Kirwan teve um acesso de raiva, quebrando sua guitarra e se recusando a subir ao palco. Ao invés disso, ele ficou dos bastidores observando a banda lutando para fazer o show sem ele, e depois ainda fez críticas quanto ao desempenho dela.
Ele teve que ser demitido por Mick Fleetwood, que, até então, era o único dos outros integrantes do Mac que ainda falava com ele.

## Pós-Mac
Sem conseguir sucesso em bandas que formou após ser demitido do Mac, nem com a gravação de discos solo, no fim da década de 70 ele teve uma deterioração de sua saúde mental, que passaram a dificultar sua comunicação pessoal, e desde então não mais participou da indústria musical. Casou-se em 1971 e teve um filho, mas divorciou-se pouco tempo depois. Em períodos dos anos 80 e 90, chegou a viver como sem-teto nas ruas de Londres.
Em 1998, ele foi induzido ao Rock and Roll Hall of Fame por seu trabalho como parte do Fleetwood Mac mas não compareceu à cerimônia.

## Morte
Foi anunciado a morte de Danny Kirwan na página oficial do Facebook do Fleetwood Mac.